# 龍ヶ崎リン
龍ヶ崎リン（りゅうがさき りん、6月1日-）は、日本のバーチャルYouTuber、歌手。所属事務所は774inc.が運営する「ななしいんく」。愛称は、リン様、ガサキ。

## 概要
主な活動場所は、YouTubeチャンネル「龍ヶ崎リン / Rene Ryugasaki【ななしいんく】」。
歌手活動やゲーム実況、ラジオ形式のライブ配信など幅広く活動している。
VTuberとしての活動を始めた動機が音楽活動であることは本人がたびたび公言しており、オリジナル楽曲のリリースをはじめ、カバー楽曲動画の投稿や、オフボーカル音源を使用して歌唱を披露する配信を行っている。
2020年3月19日、YouTubeチャンネルを開設。同月28日に初配信を行い、同日にYouTubeチャンネル1本目となる動画を投稿。VTuberとしての活動を開始した。
活動当初は、所属事務所である「774inc.」内のグループである「シュガーリリック」のメンバーであったが、2023年3月21日、所属事務所の名称変更および全グループ統合により、ソロタレントとして「ななしいんく」に属することとなった。
2023年2月5日、自身にとって初めてとなるソロオリジナル楽曲をリリースし、本格的に歌手としての活動を開始した。
2023年6月4日には、初めての有料オンラインソロライブ「Garnet Moon」を開催。また同年12月3日には、3Dオンライン対バンライブ「Killing me」を主催、所属事務所外のアーティストを含め計5組の出演者に対してホスト役を務めた。
2024年3月28日、それまで使用していたバーチャルYouTuberとしてのビジュアルを刷新。2025年4月19日には、この新規ビジュアルに基づく3Dモデルが音楽ライブ形式のYouTube配信において公開された。
2024年10月2日、既存のオリジナル楽曲に新規楽曲4曲を加えた1stフルアルバム『Stairs』を全国流通販売。また、同月9日にデジタル配信にてリリース。

## 略歴

### 2020年
- 3月20日 - Twitterにて活動を開始[16]。
- 3月28日 - Youtubeにて活動を開始[17]。同日、オリジナルラップ『RRR』を公開[5]。
- 10月18日 - 3Dモデルお披露目配信を実施[18]。

### 2021年
- 2月11日 - 第2衣装お披露目配信を実施[19]。
- 3月28日 - 所属グループ1stワンマンライブ「SugarLyric 1st Mystery ～Find wherever you are～」を開催[20]。
- 5月21日 - YouTubeチャンネル登録者が5万人に到達[21][22]。
- 9月27日 - YouTubeチャンネル登録者が10万人に到達[23][24]。
- 10月16日 - 所属グループ2ndワンマンライブ「SugarLyric 2nd Mystery ～Start the Mission～」を開催[25]。

### 2022年
- 1月9日 - 第3衣装お披露目配信を実施[26]。
- 3月26日 - 所属グループ3rdワンマンライブ「SugarLyric 3rd Mystery ～Open the Secret～」を開催[27]。
- 6月1日 - オンライン無料ライブ「RENE BIRTHDAY NIGHT 3DLIVE」を開催[28][29]。
- 8月27日 - YouTubeチャンネル登録者が15万人に到達[30]。

### 2023年
- 2月5日 - 1stソロシングル『Twilight Stream』をリリース[8][9]。
- 6月4日 - 自身初となるソロライブ「Garnet Moon」を開催[31]。
- 11月29日 - AmazonMusic「2023年 Best ViRtual Artists」プレイリストにオリジナル楽曲が2曲選出[32]。
- 12月3日 - 3Dオンライン対バンライブ「Killing me vol.1」を主催[11]。
- 12月28日 - 1st EP『not for me.』をリリース[33]。

### 2024年
- 3月28日 - 新ビジュアル発表[12][13]。
- 4月20日 - YouTubeチャンネル登録者が20万人に到達[34]。
- 8月20日 - ONKYOとのコラボレーションとして特別モデルのワイヤレスイヤホン受注販売を開始[35]。
- 10月2日 - 1stフルアルバム『Stairs』をリリース[15]。

### 2025年
- 4月19日 - 3Dモデル（新ビジュアル）お披露目ライブ配信を実施[14]。
- 7月5日 - HoYoFair「Random Play1周年記念」企画内楽曲『鰹'n BEAT』ボーカリストとして参加[36]。

## 出演

### ライブ・イベント
※はインターネット配信。

#### ワンマンライブ

##### ソロ
- RENE BIRTHDAY NIGHT 3DLIVE（2022年6月1日、YouTube※）[29]
- Rene Ryugasaki 1st solo live「Garnet Moon」（2023年6月4日、SPWN※）[31]
- Rene Ryugasaki Acoustic Live「Stairs」（2024年8月4日、YouTube※）[37]
- 新ビジュアル3Dお披露目ライブ（2025年4月19日、YouTube※）[14]

##### グループ
- SugarLyric 1st Mystery ～Find wherever you are～（2021年3月28日、池袋HUMAXシネマズ・SPWN※）[20]
- SugarLyric 2nd Mystery ～Start the Mission～（2021年10月20日、109シネマズ二子玉川・SPWN※）[25]
- SugarLyric 3rd Mystery ～Open the Secret～（2022年3月26日、SPWN※）[27]

#### 合同ライブ
- ななしふぇす どぅーいっと（2020年12月19日、SPWN※）[38]
- TUBEOUT!FES -2021SUMMER-（2021年8月29日、SPWN※）[39]「シュガーリリック」メンバーとして
- Vtuber Fes Japan 2022（2022年4月29日、幕張メッセ・ニコニコ生放送※）[40]
- ななしふぇす2022 JUMP!（2022年12月3日、立川ステージガーデン・SPWN※）[41]
- 周防パトラ SoloLIVE「kawaii holic shibuya」（2023年4月29日、Spotify O-EAST・SPWN※）[42]ゲスト出演
- Vtuber Fes Japan 2023（2023年4月30日、幕張メッセ・ニコニコ生放送※）[43]
- NANASHI Sing up vol.1-Sparkle-（2023年5月3日、YouTube※）[44]
- Vの宴2023（2023年5月20日、CLUB CITTA'）[45]
- 太陽と月とエトワール Secret Night（2023年7月17日、Zepp Shinjuku・SPWN※）[46]
- Virtual Music Award 2023 SUMMER（2023年9月2日、Z-aN※）[47]
- Killing me vol.1（2023年12月3日、SPWN※）[48]対バン形式のホスト役兼出演者として
- Vの宴2024（2024年5月18日、CLUB CITTA'）[49]
- MOLH vol.2（2024年9月6日、clubasia）[50]
- 儒烏風亭らでん 生誕ライブ ～ここで出会ったのもなにかのご縁～（2025年2月4日、YouTube※）[51]ゲスト出演

### テレビ出演
※はインターネット配信。
- ガリベンガーVpresents「錦鯉渡辺のVTuber広報室」（2022年3月24日、YouTube※）[52]
- ガリベンガーV（2022年5月6日、テレビ朝日）[53]
- プロジェクトV（2022年5月27日、日本テレビ・SPWN※）[54]
- 推しすぎてV（2022年6月10日、ニコニコ生放送※・SPWN※）[55]
- MUSIC VERSE（2023年4月28日、日本テレビ）[56]
- MUSIC VERSE LIVE（2023年4月28日、SPWN※・ニコニコ生放送※）[57]

### ラジオ出演
- 龍ヶ崎リンのTwilight Radio（2023年2月7日、InterFM）[58]メインパーソナリティ
- ぶいあーる!～VTuberの音楽Radio～（2023年5月28日、NHK-FM）[59]
- Kiss Music Presenter（2023年8月29日、KissFM）[60]
- RADIO DRAGON -NEXT-（2023年9月16日、TOKYO FM）[61]
- Memories＆Discoveries（2023年10月10日、JFN系列ネット各局）[62]
- ぶいあーる!～VTuberの音楽Radio～（2024年3月10日、NHK-FM）[63]

## ディスコグラフィ

### デジタルシングル
|     | 発売日         | タイトル                         | レーベル        | 品番            |
| --- | -------------- | -------------------------------- | --------------- | --------------- |
| 1st | 2023年2月5日   | Twilight Stream                  | No-Name Records | TCJPR0000990583 |
| 2nd | 2023年3月28日  | 追熟                             | No-Name Records | TCJPR0001002283 |
| 3rd | 2023年6月4日   | ギヴミー                         | No-Name Records | TCJPR0001026951 |
| 4th | 2023年8月27日  | Moonshine                        | No-Name Records | TCJPR0001050651 |
| 5th | 2023年12月28日 | not for me. Roots VIRTUAL ANTHEM | No-Name Records | TCJPR0001113535 |
| 6th | 2024年6月2日   | do it                            | No-Name Records | TCJPR0001184037 |

### アルバム
|     | 発売日        | タイトル | 規格     | レーベル        | 品番            |
| --- | ------------- | -------- | -------- | --------------- | --------------- |
| 1st | 2024年10月2日 | Stairs   | CD       | 774 inc.        | RENE-001/002    |
| 1st | 2024年10月9日 | Stairs   | 音楽配信 | No-Name Records | TCJPR0001239013 |

### 参加作品

#### シングル
| 発売日        | タイトル             | 規格         | レーベル                   | 品番                   |
| ------------- | -------------------- | ------------ | -------------------------- | ---------------------- |
| 2021年10月6日 | Nemesis              | 音楽配信     | Funeral                    | TCJPR0000836971        |
| 2023年1月30日 | 瞬間イマジネーション | 音楽配信     | No-Name Records            | TCJPR0000990889        |
| 2023年6月6日  | 星空のエチュード     | 音楽配信     | No-Name Records            | TCJPR0001036676        |
| 2025年8月6日  | Starring Together!   | CD, 音楽配信 | グリーエンターテインメント | GECL-00012, PA00198049 |

#### アルバム
| 発売日        | タイトル        | 規格         | レーベル         | 品番                        | 参加楽曲                     |
| ------------- | --------------- | ------------ | ---------------- | --------------------------- | ---------------------------- |
| 2022年1月26日 | SPOTLIGHT vol.2 | CD, 音楽配信 | Dimension Labels | SNCL-59/60, TCJPR0000858867 | プラスティック・ラブ (Cover) |
| 2022年1月26日 | SPOTLIGHT vol.2 | CD, 音楽配信 | Dimension Labels | SNCL-59/60, TCJPR0000858867 | 午夜の待ち合わせ (Cover)     |

## タイアップ
- FamilyMartVision（2022年6月28日 -  12月31日、ファミリーマート）[64]
- VTuberチップス4（2022年7月26日、eStream）[65]
- 774inc.×GiGOキャンペーン開催（2023年1月7日 - 2月5日、GiGO）[66]
- FamilyMartVision（2023年4月11日 - 2024年4月8日、ファミリーマート）[67]
- スマートシティフェスタ・デジタル周遊ラリー（2023年10月13日 - 10月15日、東京都・ClaN Entertainment）[68]
- ななしいんくメンバー×サンリオキャラクターズ（2024年2月12日 - 2月26日、サンリオ）[69]
- ななしいんく×ドン・キホーテ（2024年9月7日、ドン・キホーテ）[70]
- 龍ヶ崎リン特別コラボモデル ワイヤレスイヤホン（2024年8月20日、ONKYO）[35]
- 龍ヶ崎リン × TOWER RECORDS（2024年10月2日、TOWER RECORDS）[71]
- FamilyMartVision（2024年10月29日 - 2025年10月27日、ファミリーマート）[72]